# Imake
Imake es una interfaz al preprocesador de C a la utilidad make para los sistemas Unix. 
Es usado para generar archivos Makefile desde una interfaz, un conjunto de funciones de macro de cpp y un archivo por directorio llamado Imakefile. Esto permite que se mantengan separadas las dependencias de la máquina (como las opciones del compilador, los nombres de comando alternativos y las reglas especiales de construcción) de las descripciones de los distintos elementos a construir.
Se desarrolló para el Sistema de Ventanas X y ha sido parte de su distribución desde la versión 11. Desde la versión X.org X11R7.0 ha sido reemplazado por GNU autotools.